# Susana Lehrer de Souza Barros
Susana Lehrer de Souza Barros (Santa Fé, 2 de fevereiro de 1929 - Rio de Janeiro, 24 de outubro de 2011) foi uma física e educadora brasileira, uma das pioneiras no ensino de Física no Brasil.

## Vida pessoal
Susana era filha de Tuly Lehrer e de Lola Rosenfeld. Nascida em Santa Fé na Argentina, a aproximadamente 450 km de distância de Buenos Aires, ela mudou-se para a capital, onde se formou em física pela Universidade de Buenos Aires, em 1952. Recebeu um convite para estagiar na Universidade de São Paulo (USP), em 1953, aos 24 anos, trabalhando com um grupo de pesquisa durante os dois anos seguintes, tendo viajado ate o Laboratório de Chacaltaya, nas proximidades da cidade de La Paz, na Bolívia, para realizar observações de raios cósmicos, a 5 mil metros de altitude. Foi com este mesmo grupo que iniciou seus estudos sobre radiação cósmica de fundo em micro-ondas com o físico austríaco Kurt Sitte. 

## Carreira
Esteve na Inglaterra para fazer sua pós-graduação, continuando seu estudo experimental de partículas elementares no acelerador de Liverpool, onde concluiu sua tese sobre o decaimento radioativo do méson pi, pela Universidade de Manchester, em 1960. Já casada com Fernando de Souza Barros, teve seu filho ainda na Inglaterra, em 1956. Seu pós-doutorado foi realizado no Carnegie Institute of Technology, nos Estados Unidos.
Em 1964, o casal mudou-se para Pittsburgh, nos Estados Unidos, onde Susana atuou como professora e pesquisadora, mudando seu campo de pesquisa para a área de magnetismo em baixas temperaturas.
Voltou ao Brasil em 1970, onde trabalhou em várias universidades: Universidade de Brasília (UnB), Pontifícia Universidade Católica do Rio de Janeiro (PUC-Rio); e Instituto de Física da Universidade Federal do Rio de Janeiro (IF-UFRJ), a partir de 1976 e onde se aposentou em 1988. Susana também participou da implantação do curso de Mestrado Profissional em Ensino de Física, na UFRJ. Publicou vários artigos e livros em âmbito nacional e internacional, coordenou diversos projetos de pesquisa e de extensão, orientou dezenas de alunos de graduação e de mestrado. Continuou trabalhando como professora convidada até seu falecimento, em 2011.

## O ensino de física
Seu interesse pela educação científica originou-se nos projetos para alunos de minorias raciais no Estados Unidos, onde atuou no "Programa Upward Bound", do Departamento de Educação norte-americano. Susana, então, afastou-se da pesquisa pura e experimental da Física para se dedicar cada vez mais ao ensino, sendo uma das pioneiras no Brasil, contribuindo para sua consolidação no país. Dedicou-se à discussão de tecnologias no ensino, além de reiterar a importância do papel do professor do ensino básico. Realizou diversos projetos voltados à formação docente, como o Projeto Fundão pela melhoria do ensino de física. 

## Artes plásticas
Susana dedicou-se às artes plásticas quando retornou ao Brasil e passou a morar no Rio de Janeiro, tendo trabalhos expostos na Galeria do Instituto Brasil Estados Unidos, no III Salão Carioca de Arte e na Galeria de Arte Cultural Cândido Mendes. Seu trabalho continha arte popular e folclórica brasileira, com aquarelas, cerâmica, pintura, desenho, colagem e arte digital.

## Morte
Susana faleceu na manhã de uma segunda-feira, 24 de outubro de 2011, no Rio de Janeiro, aos 82 anos de idade.